# Abu Kalidjar Garshasp II
Abu Kalidjar Garshasp II Ala al-Dawla Azud al-Din ibn Ali ibn Abi Mansur Faramarz ibn Ala al Dawla Muhammad (mort 1051/1052), conegut també com a Garshasp ibn Ali (Garxasp ibn Alí) fou emir de la dinastia kakúyida (d'origen daylamita) governant com a cap de família a Yadz i Abarkuh; abans havien estat caps de família el seu pare Abu Mansur Faramarz (a Esfahan del 1041/1042 al 1051, a Yadz fins vers el 1065) i el seu avi Ali ben Faramarz (1065-1095). Yadz havia estat concedida a la família en feu el 1051 pel seljúcida Toghrul Beg.
El seu pare Ali ibn Abi Mansur Faramarz va morir el 1095 en una batalla prop de Rayy i el va succeir en el seu càrrec i a la cort seljúcida. Al començament del segle xii va gaudir del favor del sultà Muhammad ibn Malik Shah i després del 1118 del fill d'aquest Mahmud ibn Muhammad; aquest darrer el considerava com un germà, fins que per causes no gaire clares va caure en desgràcia; es parla de suposades calúmnies difoses a la cort que li van fer perdre la confiança de Mahmud que finalment va enviar una força militar a Yadz on fou arrestat i després empresonat a Djebayl mentre el feu de Yadz fou concedit a Karaja, el coper reial. Però es va poder escapar i va retornar a Yadz i va demanar la protecció de Sandjar del Khurasan (la seva dona era germana de Sandjar) i el 1139 li va demanar d'envair Pèrsia, al que va donar informació de com anar a la Pèrsia central i les vies que calia agafar per lluitar contra el seu nebot. Sandjar el va ajudar i va avançar amb un exèrcit cap a l'est, i en la batalla de Saveh el 1119 van participar al costat de Sandjar cinc reis entre els quals el mateix Abu Kalidjar Garshasp, l'emir safàrida del Sistan, i el xa de Coràsmia. Victoriós Sandjar, Garshasp fou restaurat a Yadz. Segons una crònica als darrers anys del seu govern, l'emir seljúcida de Kirman, Arslan Shah I ibn Kirman Shah (1101-1142) va intervenir a Yazd. Segons la "Història dels seljúcides de Kirman" de Muhammad ibn Ibrahim, Arslan Shah va restituir els drets de la part de la que n'havia estat desposseïda, però no dona més detalls.
Desapareix de les cròniques, i encara que segur que va viure a Yadz probablement va morir al caps d'uns anys sense hereu mascle, i el va succeir dues filles una les quals estava casada amb Rukn al-Din Sam que va iniciar la dinastia dels atabegs de Yadz. Un possibilitat considerada és que Garshasp hagués mort junt amb Sandjar en la batalla de l'estepa de Katwan contra els kara-khitai (1141) com fou el cas pel seu germà Ali ibn Faramarz que va morir en aquesta batalla. No obstant això, com que l'historiador local Djafar ibn Muhammad Djafari esmenta a Ali ibn Faramarz com a "amir", és possible que a la mort del seu germà Garshashp sense fills vers a una data entre 1030 i 1040, l'hagués succeït fins a la seva mort a Katwan el 1041 en aquest cas sense fills. Consten llavors dues filles que apareixen governant conjuntament durant el regnat del sultà seljúcida Arslan Shah ibn Toghrul (1161-1176). El sultà va decidir que havien de tenir un atabeg, càrrec que havia de recaure en el cap de la guarnició de Yazd. Pel matrimoni d'una de les princeses amb el general Rukn al-Din Sam ibn Lankar es va originar la dinastia dels atabegs de Yazd.